# アンヌ・ド・ゴンザーグ・ド・クレーヴ
アンヌ・マリー・ド・ゴンザーグ・ド・クレーヴ（Anne Marie de Gonzague de Clèves, 1616年 - 1684年7月6日）は、ギーズ公アンリ2世とプファルツ＝ジンメルン公子エドゥアルトの妻。マントヴァ公カルロ1世とマイエンヌ公シャルルの娘カトリーヌの末娘。

## 生涯
父カルロはフランスの貴族ヌヴェール公でもあり、アンヌはパリで生まれた。幼い頃は修道院に入ることが決められていたが、1637年の父の死により波乱に富んだ人生を送ることになった。
年頃になったアンヌは、母方の又従兄に当たるギーズ公アンリ2世と情熱的な恋に落ちた。2人は1639年に秘密裡に結婚し、アンヌは家族の反対を押し切って、夫のいるスダンへ男装して逃亡した。しかし、1641年にアンヌはアンリ2世に捨てられるように離婚した。
1645年、親元へ戻っていたアンヌは、プファルツ＝ジンメルン公子エドゥアルトと望まない結婚をした。エドゥアルトは、三十年戦争で領地を失ったプファルツ選帝侯フリードリヒ5世とイングランド王女エリザベスの大勢いる息子の1人にすぎず、大した財産もなくフランス宮廷に歓迎されなかった。アンヌは浮かれた生活を送るようになり、数々の浮き名を流すようになった。彼女はコンデ公ルイ2世（大コンデ）の気を引こうと攻勢をかけ、彼と親しい関係になることに成功した。彼女は大コンデとの関わりから、フロンドの乱の間に宮廷の公子達とつながりを持つようになった。しかし、マザラン枢機卿やルイ14世とは疎遠であった。
1660年、アンヌはかねてより名前の挙がっていた王妃の館の監督職に再び推薦されたが、翌1661年に王の命令により任命されなかった。
不遇をかこったアンヌは、次女アンヌがコンデ公アンリ3世と1663年に結婚したことで地位が回復された。また、アンヌの姉でポーランド王ヴワディスワフ4世妃であるルドヴィーカ（後にヴワディスワフ4世の異母弟ヤン2世と再婚）により、次女アンヌがアンギャン公位継承予定者として後見されることになった。3女ベネディクト・アンリエットはブラウンシュヴァイク＝カレンベルク公ヨハン・フリードリヒ（初代ハノーファー選帝侯エルンスト・アウグストの兄）と結婚した（2人の娘アマーリア・ヴィルヘルミーネは神聖ローマ皇帝ヨーゼフ1世の皇后となった）。アンヌは1671年に、夫の姪エリザベート・シャルロット・ド・バヴィエールと王弟オルレアン公フィリップの縁組も成立させた。
その後、アンヌは改心したかのように今までの生活を改め、1684年に信仰の生活の末に亡くなった。

## 子女
2番目の夫エドゥアルトとの間に3人の娘を儲けた。
- ルイーズ＝マリー（1647年 - 1679年） - 1671年、ザルム＝ザルム侯カール・テオドールと結婚
- アンヌ（1648年 - 1723年）[1] - 1663年、コンデ公アンリ3世と結婚
- ベネディクタ・ヘンリエッテ（1652年 - 1730年）[1] - 1668年、カレンベルク侯ヨハン・フリードリヒと結婚